# استفراغ خونی
استفراغ خونی یا هماتمز (به انگلیسی: Hematemesis) عارضه‌ای است که همواره یک نشانهٔ مهم تشخیصی در پزشکی است و می‌تواند دلایل مختلفی داشته باشد. منشأ خونی که استفراغ شده عموماً لوله گوارش فوقانی بوده و این منشأ به‌طور معمول بالاتر از اثنی عشر یا دوازدهه است. معمولاً بیماران، این عارضه را با سرفه کردن خون یا هموپتیزی که موضوعی شایع تر است اشتباه می‌گیرند.

## دلایل
دلایل معمول بروز این عارضه عبارت اند از:
- تحریک یا فرسایش پوشش داخلی مری یا معده
- استفراغ خون بلعیده شده پس از خونریزی در حفره دهان، بینی یا گلو
- مشکلات دستگاه گوارش، مانند خونریزی واریس‌های دستگاه گوارش مانند واریس مری یا واریس روده
- تومورهای معده یا مری
- مسمومیت با اشعه
- گاستروانتریت
- ورم معده
- سرطان معده
- زخم معده
- تب‌های خونریزی دهندهٔ ویروسی
- هپاتیت ویروسی مزمن
- شیستوزومیازیس روده ناشی از انگل شیستوزوما (Schistosoma mansoni)
- آسیب یاتروژنیک (روشی تهاجمی مانند آندوسکوپی یا اکوکاردیوگرافی از راه مری)
- سندرم زولینگر – الیسون (زخم معده شدید)
- فیستول دهلیزی - مری
- سندرم مالوری ویس: خونریزی پارگی در مخاط مری
- تب زرد
- استرانگیلوئیدیازیس[۲]

## مدیریت عارضه
استفراغ خون باید به عنوان یک فوریت پزشکی بررسی و درمان شود. لازم است قبل از تجویز دارو تمام بررسی‌ها مانند آندوسکوپی انجام شود. آزمایش پلاکت نیز در چنین شرایطی یک آزمایش مهم است. داروهایی مانند مسکن‌ها یا آنتی‌بیوتیک‌هایی مثل سیپروفلوکساسین، می‌تواند تعداد پلاکت‌ها را کاهش دهد و این اتفاق ممکن است منجر به ترومبوسیتوپنی شود. (وضعیتی که بدن پلاکت کافی در خون ندارد و نمی‌تواند لخته ایجاد کند). در چنین شرایطی تجویز دارو یا مدیریت غلط می‌تواند کشنده باشد. اگر بدن بیش از ۲۰درصد از حجم خون بدن را از دست بدهد، در چنین شرایطی انتقال خون لازم است زیرا کاهش زیاد خون در بدن می‌تواند منجر به شوک هایپوولمی شده و باعث آسیب به اندام‌ها و اعضای بدن مانند کبد و کلیه شود. همچنین بیمار درمان نشده می‌تواند دچار آتروفی مغزی شود.

### از دست دادن میزان کمی از خون
در شرایط پایدار بیمار، یک ممانعت کننده پمپ پروتون (مثلاً امپرازول) تزریق می‌شود. اگر سطح هموگلوبین خون کمتر از ۸٫۰ گرم در دسی لیتر باشد بایستی قبل از هر اقدامی انتقال خون انجام شود.

### از دست دادن میزان زیادی از خون
اگر بیمار خون زیادی از دست داده باشد، اولویت فوری برای جلوگیری از ایست قلبی تزریق مایعات و خون ترجیحاً توسط کانول داخل وریدی به بیمار است و بیمار باید برای آندوسکوپی اضطراری آماده شود. اگر منشأ خونریزی به سرعت از طریق آندوسکوپی قابل شناسایی نباشد انجام جراحی و لاپاراتومی مورد نیاز است. ایمن‌سازی مسیر تنفس این بیماران به ویژه در بیماران با سطح هوشیاری پایین اهمیت بسیار بالایی دارد و تراکستومی یا قرار دادن لولهٔ هوایی داخل نای در این موارد ضروری است.